# Deneb
Coordenadas:  20h 41m 25.9s, +45° 16′ 49″
Deneb (/ˈdɛnɛb/; α Cyg, α Cygni, Alpha Cygni) é a estrela mais brilhante da constelação do Cisne, ou Cygnus,  Com uma magnitude aparente de 1.25, é a décima-nona estrela mais brilhante do céu terrestre. Deneb forma com Vega e Altair o chamado Triângulo de Verão.

## Características

Comparação entre o tamanho estimado de Deneb (esquerda) com o Sol (direita)

A magnitude absoluta de Deneb é de -7.21, o que a coloca entre as mais luminosas estrelas conhecidas, apesar de estar cerca de trinta vezes mais longe da Terra do que as restantes.
Deneb tem um raio de aproximadamente 110 vezes o do Sol. Curiosamente as estrelas que compõem o Triângulo de Verão apresentam temperaturas superficiais similares, sendo Vega a mais quente com 9600 K (Kelvin) e Deneb a radiar a 8400 K. Deneb é a estrela mais pálida do Triângulo de Verão com magnitude aparente 1,25. Ela encontra-se em 19º lugar na lista das mais brilhantes (brilho aparente) do céu (contando com as estrelas do Hemisfério Sul), logo a seguir da estrela Becrux (beta Crucis - que é variável; da constelação Crux - Cruzeiro do Sul). A estrela situa-se a 1600 anos-luz de distância. Trata-se de uma supergigante branco-azulada cujo tipo espectral é A2Ia. Vista com binóculo surge uma cor branca e não branco-azulada como Sirius e Vega.
A radiação de Deneb é tão forte, que se a Terra a orbitasse, precisaria fazê-lo a 10 vezes distância de Plutão em relação ao Sol. Sugere-se que Deneb está fundindo hélio em carbono em seu interior, mas não há certeza disso.

### Tamanho
Deneb é verdadeiramente uma das maiores estrelas da Galáxia, bem maior, por exemplo, que a conhecida Rigel mas de menores dimensões que os "monstros" estelares Betelgeuse e Antares. Se a estrela tomasse o lugar do centro do Sistema Solar, a sua "superfície" estenderia à órbita da Terra. Longe de ser a maior estrela na Galáxia, Deneb é, no entanto, uma das maiores do seu género, ou seja, dentro da sua classe espectral e temperatura superficial. Também o Universo tem os seus "monstros". Apesar de Deneb e Vega apresentarem brilho de semelhante magnitude para um observador na Terra, a primeira está 300 vezes mais longe que a segunda estrela. Caso a distância estabelecida esteja correcta, se a estrela em questão estivesse no lugar de Sirius, Deneb rivalizaria em brilho com a Lua! 

## Etimologia e outras designações
O nome da estrela provém do termo arábico medieval Al Dhanab al Dajajah, que significa a "cauda da galinha". Convém lembrar que os árabes davam o nome galinha à constelação Cygnus, daí aquele termo.
Outras designações: Henry Draper (HD) 197345, Bonner Durchmusterung (BD) +44°3541, Aitken Double Star (ADS) 14172, Hoffleit Bright Star (HR) 7924, Smithsonian Astrophysical Observatory (SAO) 49941, Fifth Fundamental Catalogue (FK5) 777, Hipparcos Input Catalog (HIC) 102098, Caltech 2-microns Survey (IRC) +50337